# Collégiale Saint-Hippolyte de Poligny
La collégiale Saint-Hippolyte de Poligny (France) fut édifiée intra muros au XVe siècle principalement grâce aux dons de Jean Chousat (nl), bourgeois de la ville et membre du Grand Conseil de Bourgogne, et enrichie par Jean Chevrot, évêque de Tournai et président du conseil de Philippe le Bon. La rapidité de sa construction en moins d’un demi-siècle lui confère une unité architecturale exceptionnelle.
Dès son origine, elle cumule les statuts de collégiale et d'église paroissiale.
La collégiale est classée au titre des monuments historiques en 1911.

## Architecture
Le chantier de la collégiale peut être connu avec précision grâce à la conservation de nombreuses pièces d'archives. Sa construction, commencée en 1414, est à peu près terminée en 1440. La dédicace de l'église a lieu en 1437. Le chantier se poursuit encore jusqu'en 1450 avec l'édification du clocher. Ce bâtiment s'inscrit dans les débuts du gothique flamboyant. L'importance du projet peut s'expliquer, entre autres, par la montée en puissance de Poligny lors de la séparation de la comté et du duché de Bourgogne.

### Extérieur
La tour carrée du clocher (du XVe siècle), décentrée, s’élève sur la gauche de la façade. Cette tour se terminait par une flèche en pierre détruite au XVIIe siècle et remplacée par un dôme. Le porche du XVIIe siècle est couvert par une voûte d’ogives dont les arcs retombent sur des colonnes toscanes. Il abrite une Vierge polychrome du XVe siècle.

### Intérieur
L’intérieur est remarquable par la sobriété des lignes et l’harmonie de ses proportions[Interprétation personnelle ?]. L’édifice se compose d'une nef avec collatéraux de cinq travées, d’un chœur de deux travées, terminé par une abside polygonale. Plusieurs chapelles s’ouvrent sur les bas-côtés.
La collégiale renferme la plus belle collection franc-comtoise[Interprétation personnelle ?] de statues de l’école bourguignonne du XVe siècle. Les plus remarquables sont[Interprétation personnelle ?] les quatre statues de l’abside et celles du Calvaire dominant l’entrée du chœur.
Vers 1445 Jean Chevrot, évêque de Tournai, fit décorer sa chapelle funéraire en commandant à Rogier Vand Der Weyden le Retable des Sept Sacrements, aujourd'hui au MRBA d'Anvers.
Elle abrite également un orgue Cavaillé-Coll.
La collégiale a bénéficié d’une importante campagne de restauration de 1974 à 1988 ainsi que l’orgue.

## Galerie

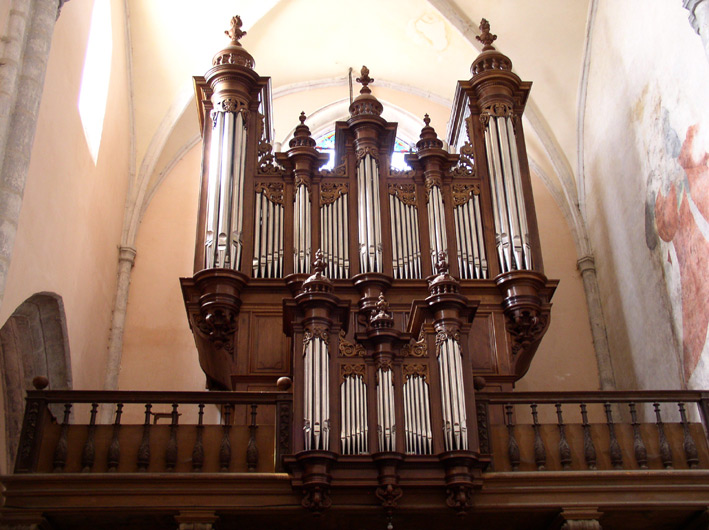
Les orgues.
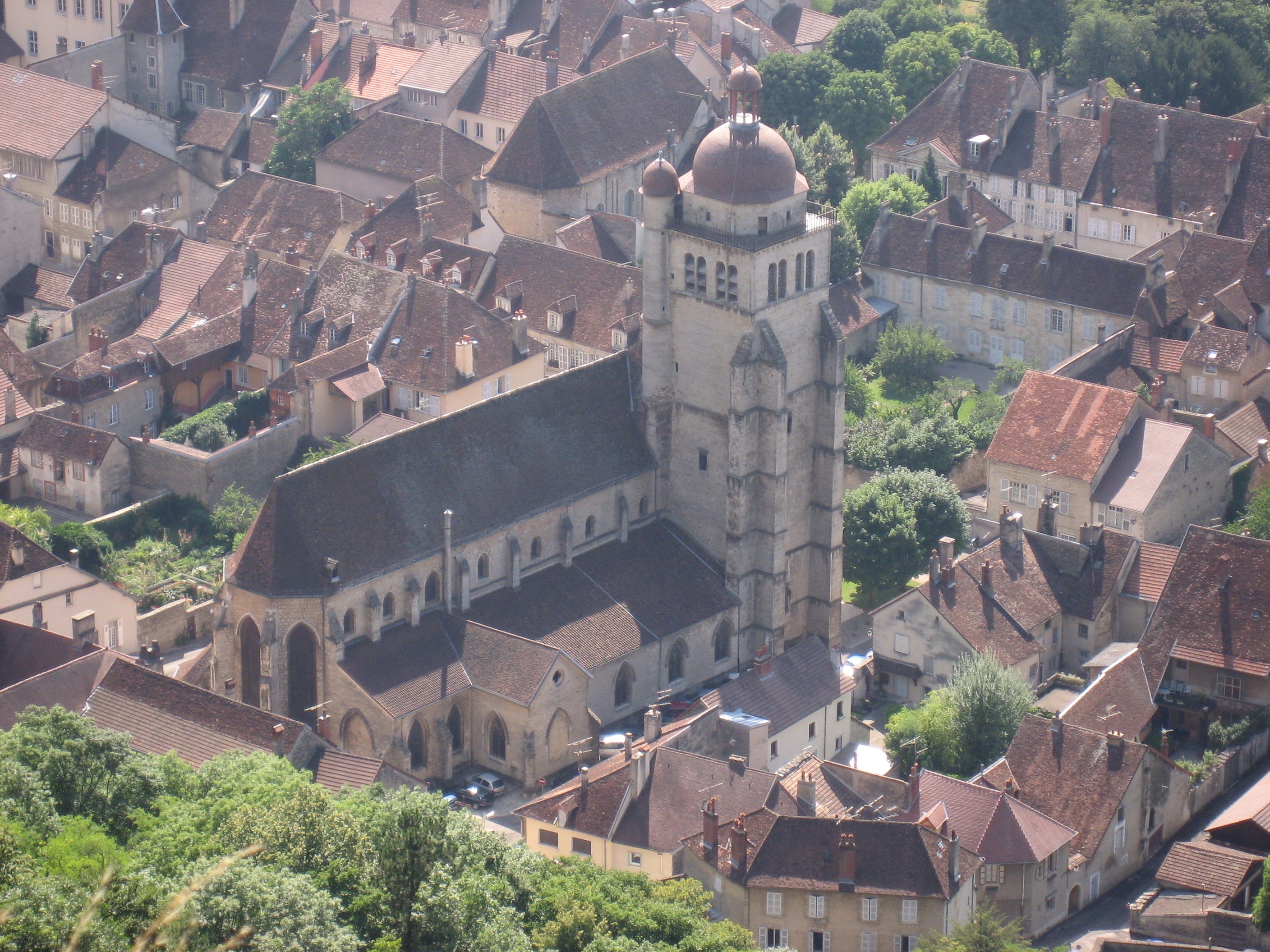
Vue aérienne.
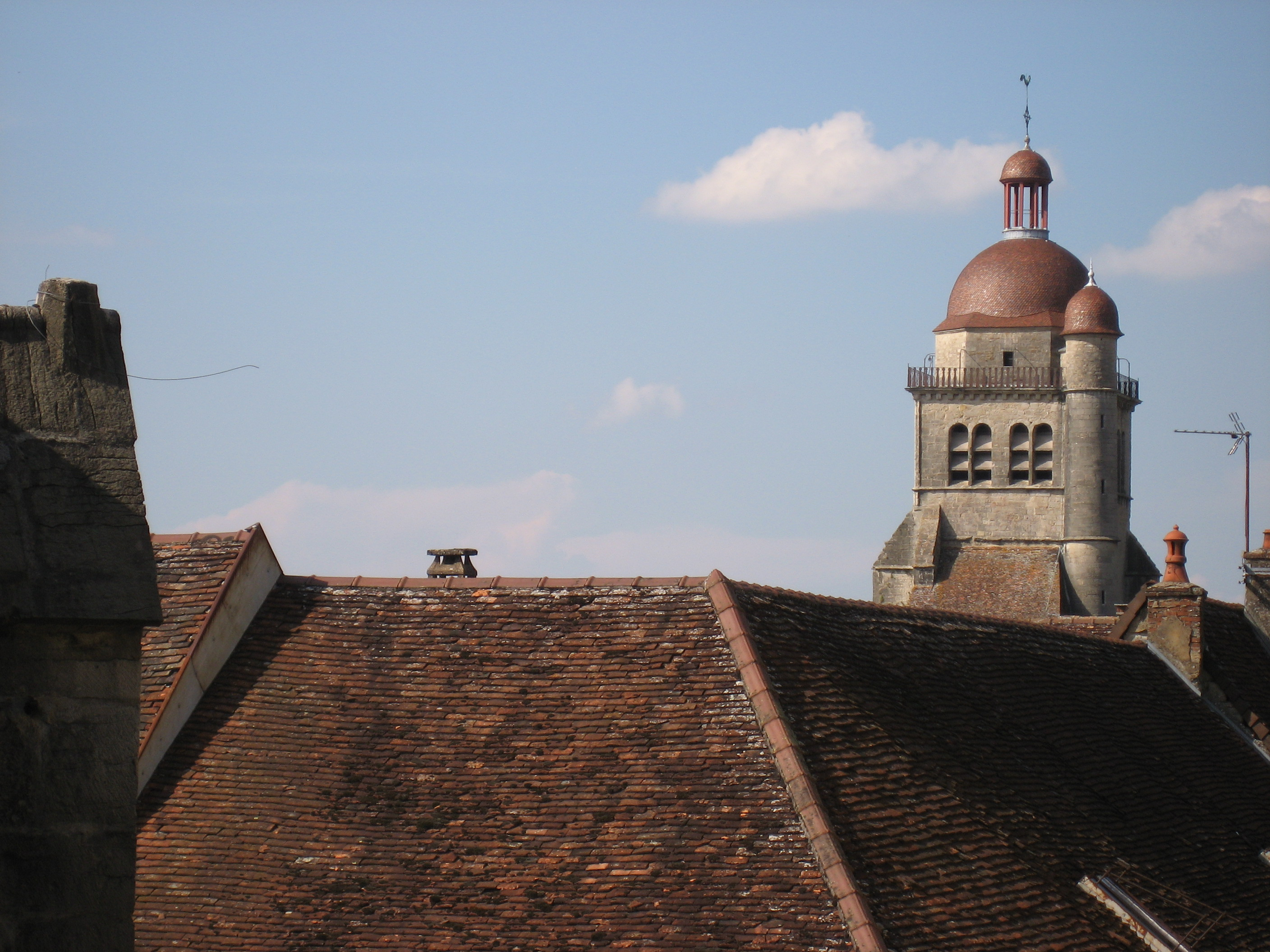
Vue du clocher.
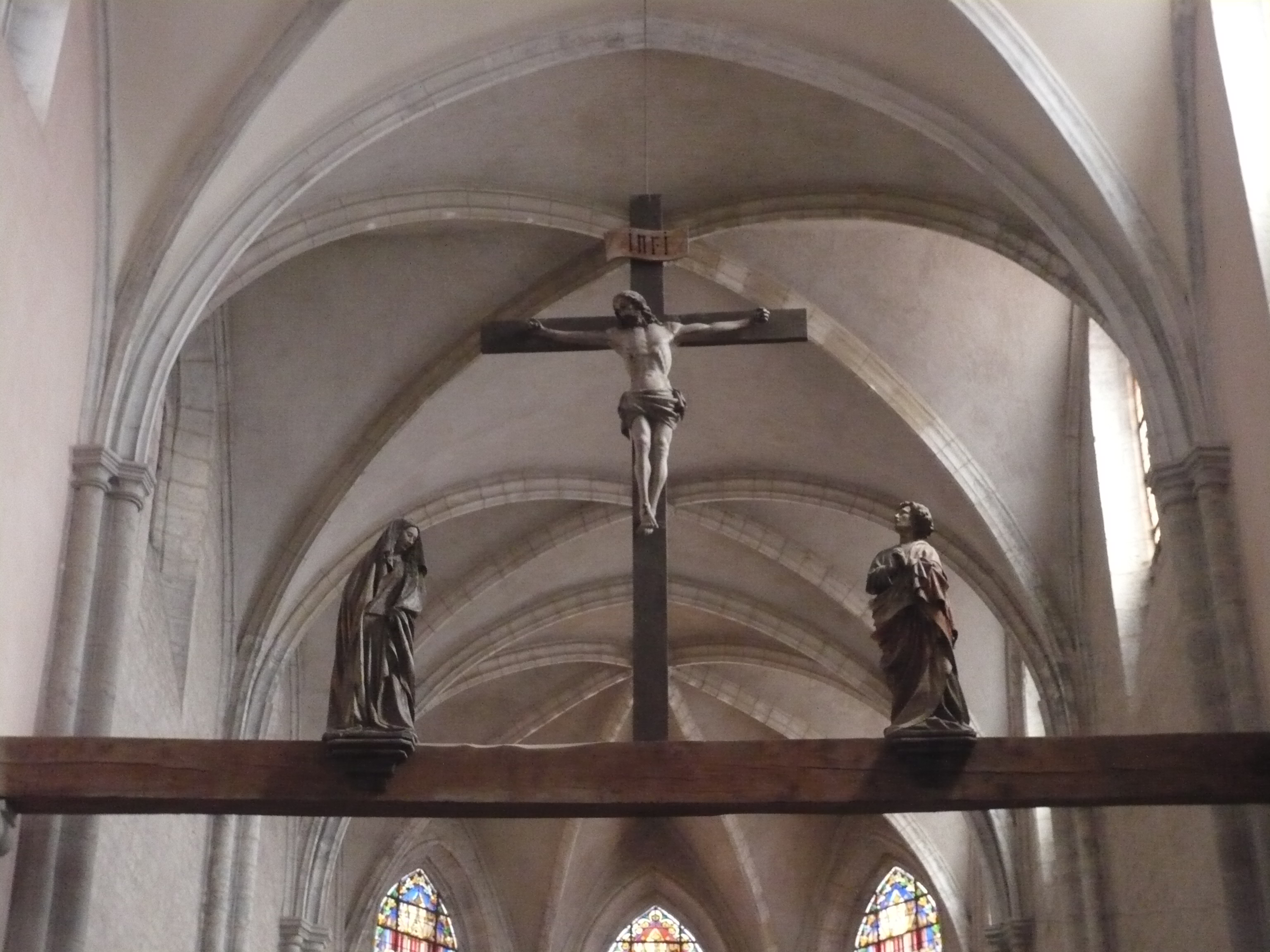
La nef.
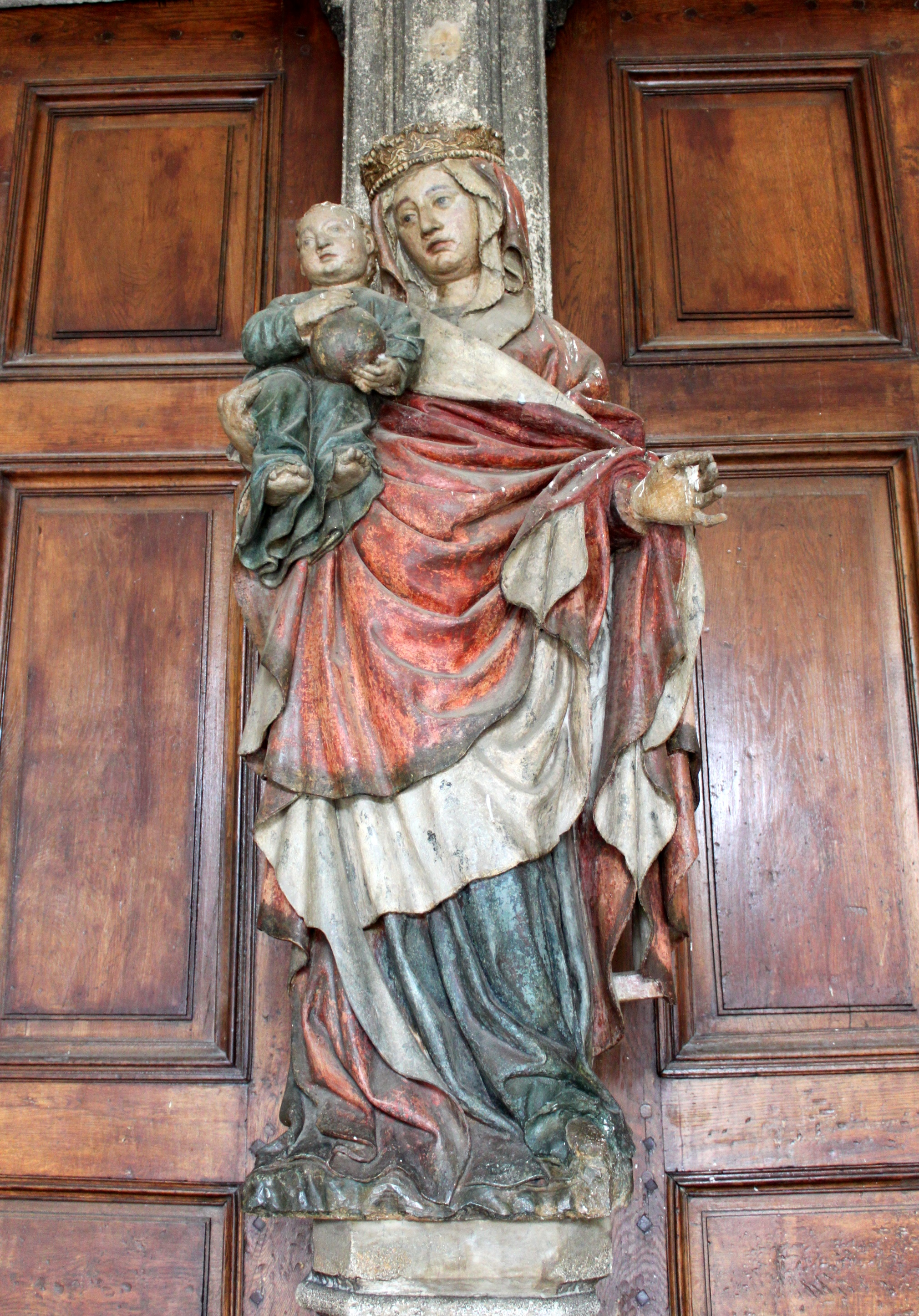
Vierge à l'Enfant, Atelier de Jean de la Huerta, milieu du XVe siècle.
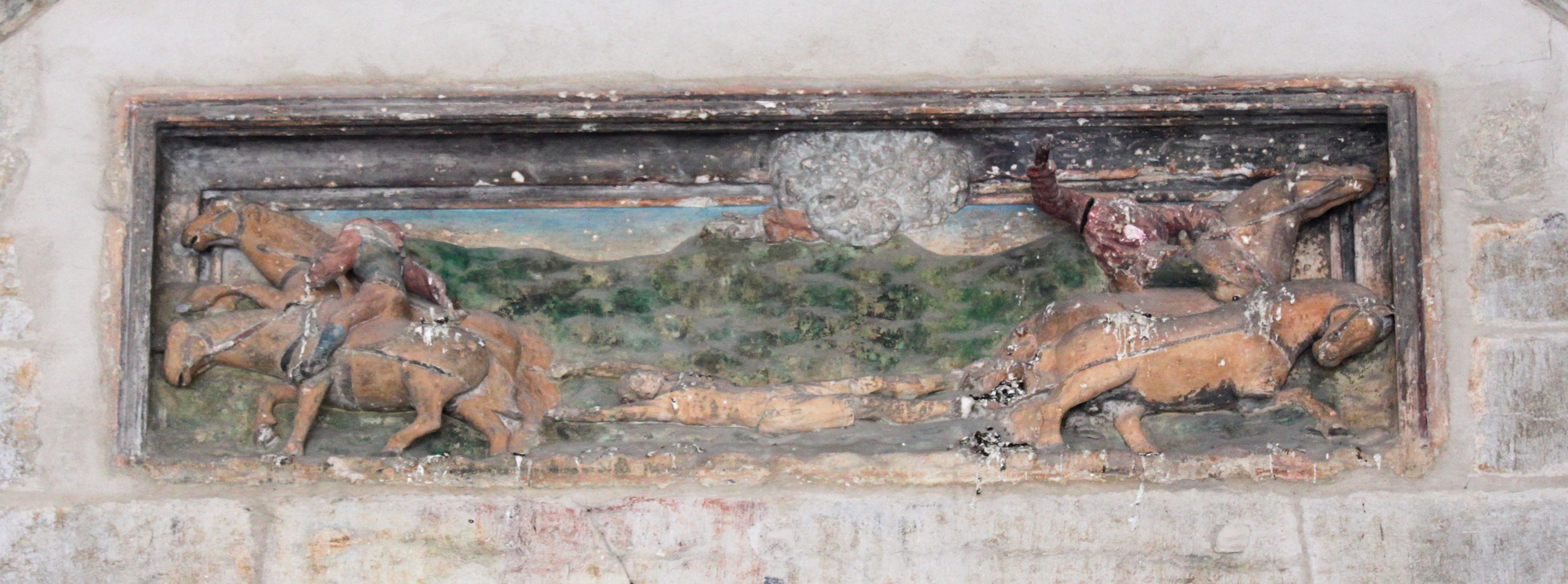
Bas-relief au-dessus du portail principal : «Le Martyre de saint Hippolyte».
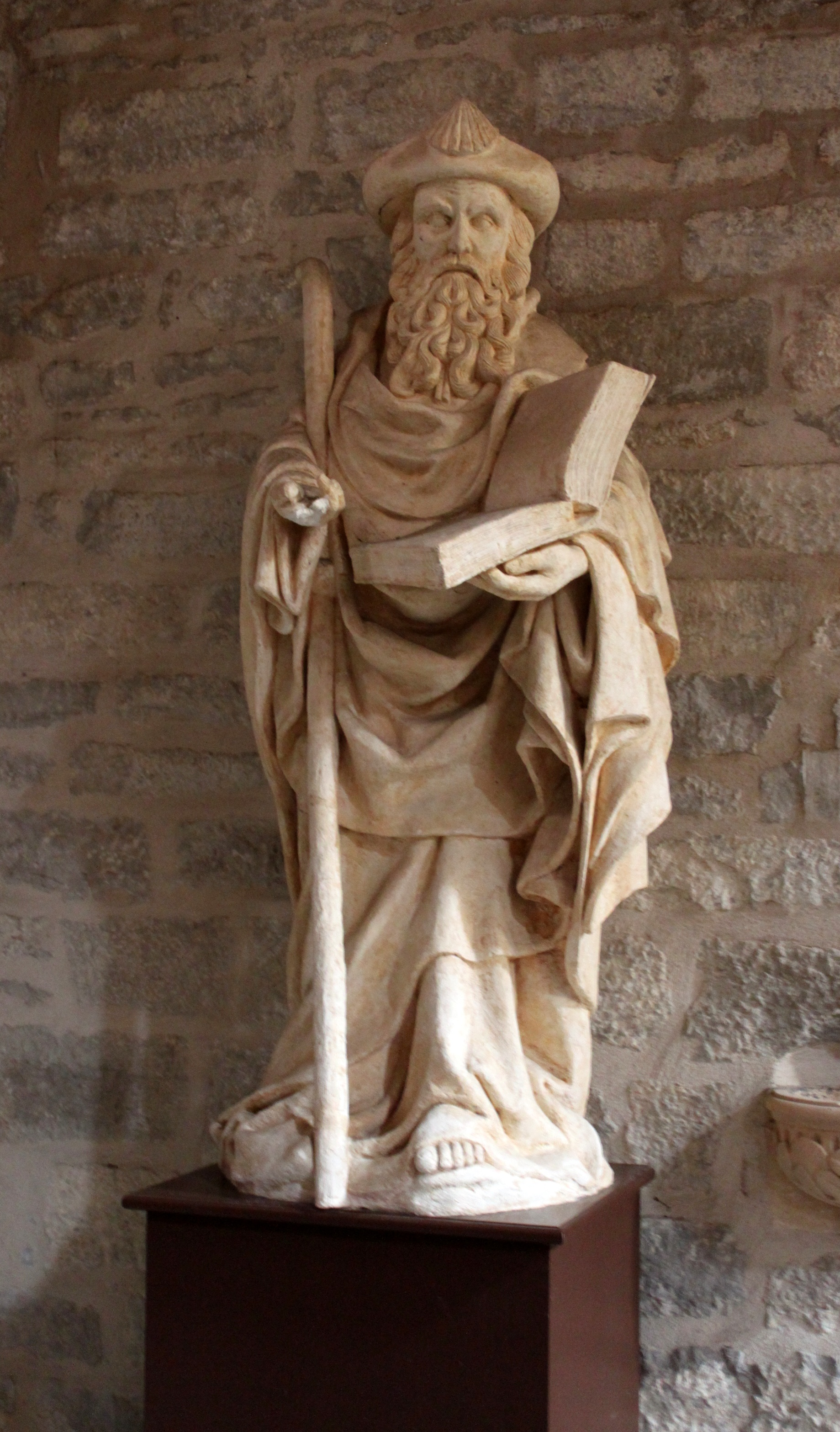
Statue de saint Jacques le Majeur, Jean de la Huerta, XVe siècle.
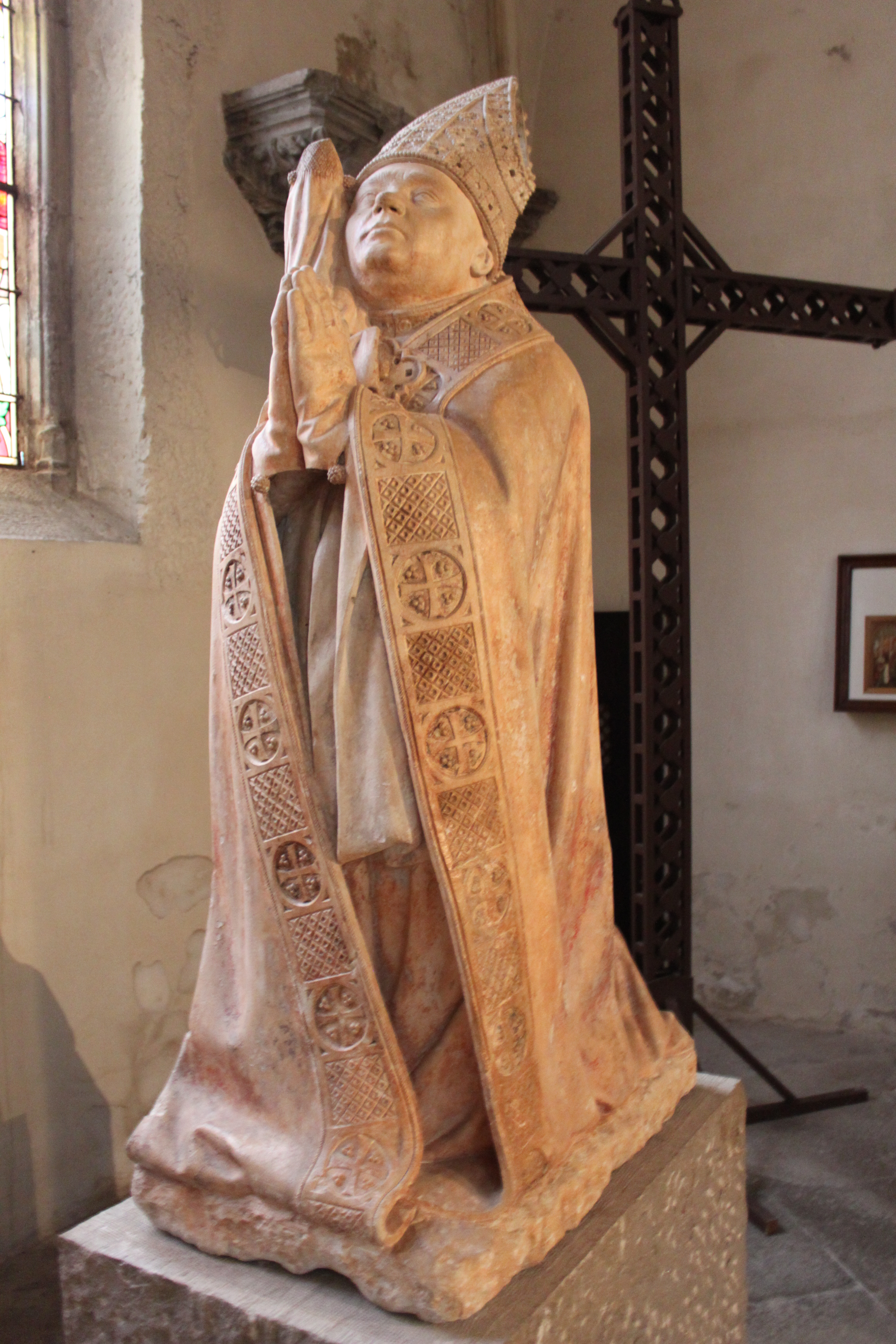
Statue de Jean Chevrot, évêque de Tournay.